# Liste de points extrêmes de l'Amérique

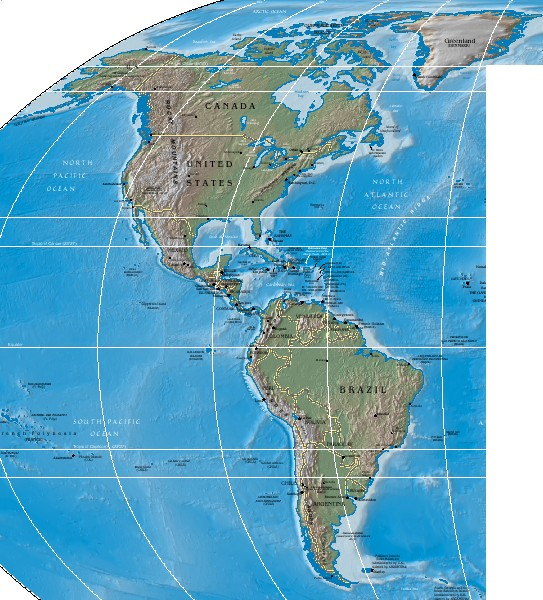
Carte des Amériques

Voici une liste des points extrêmes de l'Amérique.

## Latitude et longitude

### Amérique
- Nord : Kaffeklubben,  Groenland (83° 40′ N, 30° 40′ O)[1]
- Sud : Île Thule, Îles Sandwich du Sud,  Royaume-Uni, (revendiquées par l'Argentine) (59° 28′ 53″ S, 27° 08′ 21″ O)
- Ouest : Île Attu, Alaska,  États-Unis  (52° 55′ 13″ N, 172° 26′ 09″ E)[2]
- Est : Nordost Rundingen,  Groenland (81° 26′ 24″ N, 11° 16′ 07″ O)

### Continent
- Nord : Promontoire Murchison sur la péninsule de Boothia, Nunavut,  Canada (72° 00′ 06″ N, 94° 33′ 42″ O)
- Sud : Cap Froward,  Chili (53° 53′ 45″ S, 71° 18′ 04″ O)
- Ouest : Cap Prince-de-Galles, Alaska,  États-Unis (65° 38′ 27″ N, 168° 07′ 30″ O)
- Est : Pointe du Seixas,  Brésil (7° 09′ 18,7″ S, 34° 47′ 35″ O)

## Altitude
- Maximale : Aconcagua,  Argentine, 6 962 m (32° 39′ S, 70° 00′ O)
- Minimale : Laguna del Carbon,  Argentine, -105 m (49° 35′ S, 68° 21′ O)

## Vue d'ensemble
| Kaffeklubben Île Thule Îlot Águila Cap Wrangell Nordostrundingen Promontoire Murchison Cap Froward Cap Prince-de-Galles Pointe du Seixas Aconcagua Lagune du Charbon |

| Kaffeklubben 83-42 ATOW1996 Stray dog west Oodaaq Cap Morris Jesup Île Cocos Cap Wrangell Île Amatignak Nordostrundingen Cap d'Espoir Semisopochnoi Promontoire Murchison Cap Mariato Cap Prince-de-Galles Cap St Charles Mont McKinley Badwater |

| Banc de Bajo Nuevo Isla de Aves Hudishibana Île Thule Îlot Águila Île Darwin Motu Nui Ilha do Sul Rocha Graça Aranha Île Montagu Punta Gallinas Cap Froward Punta Pariñas Pointe du Seixas Aconcagua Lagune du Charbon |